# Jadwiga Mijal
Jadwiga Mijal (ur. 29 kwietnia 1912 w Kijowie, zm. 21 listopada 1997 w Warszawie) – polska malarka.

## Życiorys

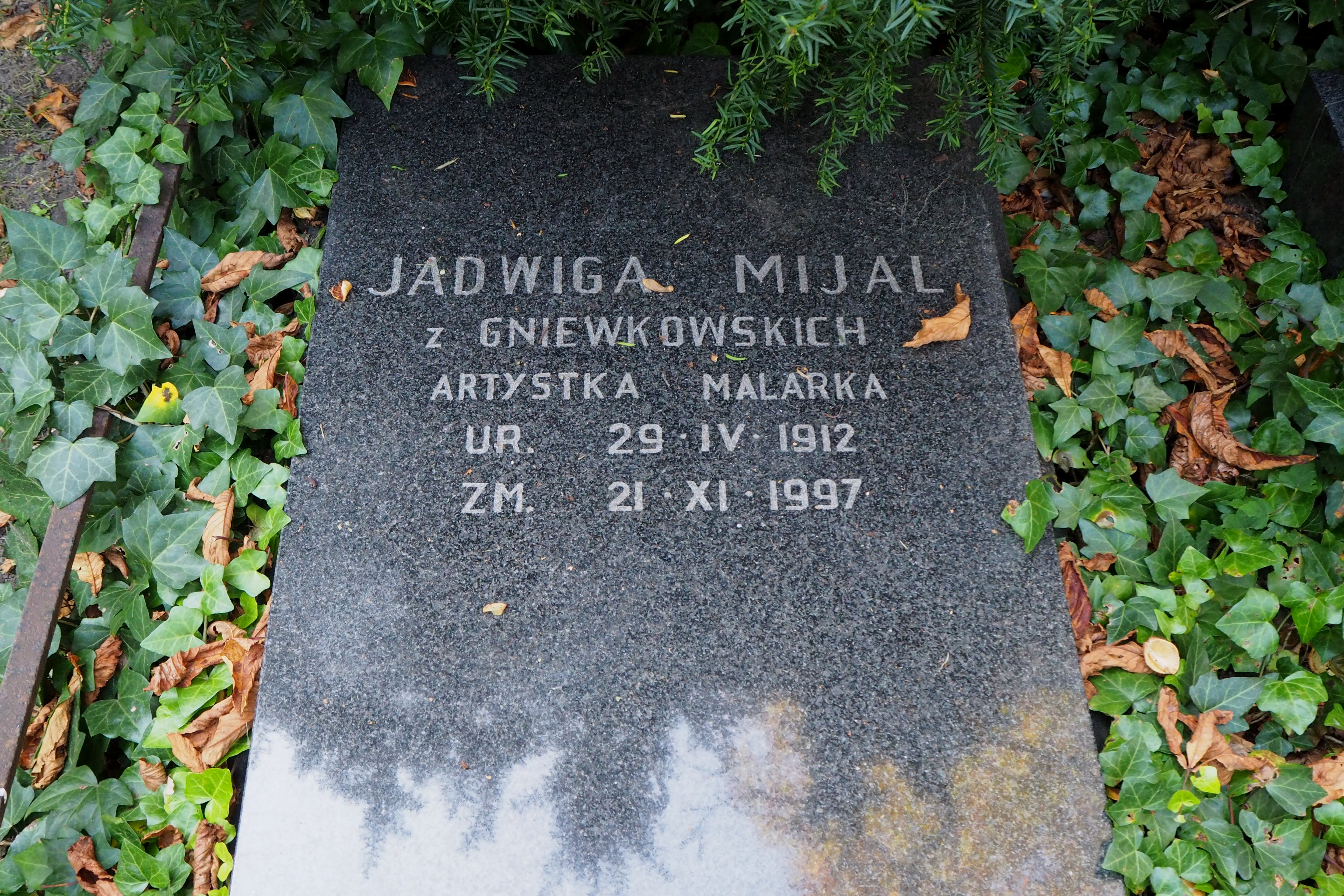
Grób Jadwigi Mijal na cmentarzu ewangelicko-reformowanym przy ul. Żytniej w Warszawie

Córka Jana Mariana Gniewkowskiego (1879–1935) – księgarza, wydawcy, i Aliny z Ginterów (1883–1949) – autorki książek kulinarnych: Domowa kuchnia (1917), Współczesna kuchnia domowa (1927). Ukończyła rysunek i malarstwo w Akademii Sztuk Pięknych w Łodzi. Pełniła funkcję dyrektora Państwowego Przedsiębiorstwa Robót Dekoracyjnych, była malarką. Pracowała w KKO (Komunalnej Kasie Oszczędności) w Warszawie. Tam poznała Kazimierza Mijala, od 15 października 1939 swojego męża. Była członkiem PPR, żołnierzem Armii Ludowej, ps. Marta. Jej prace znajdują się w Muzeum Narodowym w Warszawie.
Zmarła w Warszawie, pochowana na cmentarzu ewangelicko-reformowanym (kwatera K1-2-15).

## Ordery i odznaczenia
- Order Krzyża Grunwaldu III klasy (2 maja 1946)[6]
- Złoty Krzyż Zasługi (11 lipca 1955)[7]
- Medal 10-lecia Polski Ludowej (19 stycznia 1955)[8]